# Der Kreis (Homosexuellenzeitschrift)
Der Kreis war eine dreisprachige, international beachtete Zeitschrift der Homophilenbewegung, die von 1943 bis 1967 in Zürich erschien. Führender Kopf der Redaktion war der Schauspieler Karl Meier, der unter dem Pseudonym «Rolf» firmierte.

## Vorläufer
Die unmittelbaren Vorgängerzeitschriften Freundschafts-Banner (1932), Schweizerisches Freundschafts-Banner (1933–1936) und Menschenrecht (1937–1942) wurden von Laura Thoma und August Bambula gegründet und gemeinsam mit Anna Vock getragen. Sie richteten sich an lesbische Frauen und homosexuelle Männer gleichermaßen. Ihr größter Erfolg war der Beitrag zur weitgehenden Entkriminalisierung männlicher Homosexualität ab 1942 im neuen schweizerischen Strafgesetzbuch. Der Verlag lag fast durchweg in den Händen von Anna Vock («Mammina»). Nachdem diese sich 1942 zurückgezogen hatte, übernahm Karl Meier («Rolf») die Herausgabe, gestaltete sie zu einer mannmännlichen Zeitschrift um und änderte den Namen in Der Kreis.

## Geschichte
Bereits ab dem ersten Jahr unter «Rolfs» Leitung erschien die Zeitschrift zweisprachig unter dem Titel Der Kreis – Le Cercle. Für die französischsprachigen Beiträge war Eugen Laubacher («Charles Welti») zuständig. Die Zeitschrift richtete sich nun ausschließlich an Männer.
Während und noch einige Jahre nach dem Ende des Zweiten Weltkrieges (1945) war der Kreis die einzige Homosexuellenzeitschrift weltweit. Er konnte daher neue Leser namentlich in Deutschland, Frankreich, Großbritannien und den USA dazugewinnen. Wichtigste Neuerung war ab 1951 die Publikation von englischsprachigen Beiträgen, deren Bearbeitung Rudolf Jung («Rudolf Burkhardt», auch «Christian Graf») übernahm. Infolgedessen änderte die Zeitschrift den Titel zu Der Kreis – Le Cercle – The Circle.
Die Zahl der Abonnenten erreichte 1959 mit gegen 2000 einen Höhepunkt, wovon 700 außerhalb der Schweiz wohnten. Seine Abonnenten bildeten faktisch einen Verein, dessen Feste aus ganz Europa Gäste nach Zürich lockten. An diesen Festen wurde Unterhaltung auf hohem Niveau geboten. «Rolf» inszenierte selbst, während für die musikalische Seite der Pianist Nico Kaufmann («Lysis») zuständig war. Alle Teilnehmer trugen Klubnamen und die Adresskartei war lediglich «Rolf» und «Charles Welti» zugänglich. Einige Pseudonyme von Autoren und Künstlern konnten erst in letzter Zeit aufgelöst werden oder sind immer noch nicht aufgedeckt.
Mit dem Aufkommen von freizügigeren Magazinen in Skandinavien ab dem Beginn der 1960er-Jahre verlor der eher konservativ eingestellte Kreis einen bedeutenden Anteil seiner Abonnenten und damit die finanzielle Grundlage. 1967 musste die Zeitschrift das Erscheinen einstellen. Ehemalige Abonnenten gründeten bereits im Folgejahr die Zeitschrift Club 68, die jedoch nicht mehr an das zuvor erreichte Niveau anknüpfen konnte.

## Inhalt und Autoren
Die Zeitschrift umfassten pro Jahrgang sechs Hefte im Umfang von durchschnittlich 36 Seiten. Davon belegten deutschsprachige Beiträge die Hälfte, während französisch- und englischsprachige sich in den Rest teilten. Es handelte sich dabei keineswegs lediglich um Übersetzungen aus dem Deutschen, sondern um eigenständig erarbeitete Texte. Abgedruckt wurden Berichte und Kommentare zum politischen Geschehen, sofern dieses aus homosexueller Sicht relevant war. Gern gelesen wurden die literarischen Texte in Prosa und Gedichtform, die teilweise von bekannten Autoren, teilweise aus eigens veranstalteten Kurzgeschichtenwettbewerben stammten. Regelmäßig wurden Buchrezensionen und Nekrologe publiziert. In einem so genannten Kleinen Blatt, das lose beilag, wurden Kontaktanzeigen veröffentlicht.
Diverse Autoren brachten es unter Homosexuellen zu einiger Bekanntheit. Nebst den drei Redaktoren schrieben im deutschsprachigen Teil u. a. Rolf Italiaander, Heinrich Eichen («Heinz Birken»), Kurt Hiller («Keith Llurr»), Johannes Werres («Jack Argo»), Erich Lifka, Hugo Marcus («Hans Alienus») Ernst Penzoldt und Heinrich Wolfgang Horn («Wolfgang Cordan»). Aus dem französischen Sprachraum beteiligten sich namentlich André Baudry («André Romane»), R. Gérard («R.G.D.») und «Bichon». Zu den englischsprachigen Autoren zählen u. a. James Fugaté («James Barr»), Richard Plant («Orlando Gibbons») und Samuel M. Steward («Phil Andros», «Ward Stames»).
Die erotischen, aber nie sehr freizügigen Fotos bildeten einen wichtigen Bestandteil jedes Heftes. Namhafte Fotografen trugen zum Erfolg der Zeitschrift bei, unter ihnen Karlheinz Weinberger («Jim»), George Platt Lynes («Roberto Rolf»), Tan Hin Kong und Allison Delarue. Ausgewählte Fotos wurden zwischen 1952 und 1962 in vier Bänden unter dem Titel Der Mann in der Photographie nochmals herausgegeben. Daneben wurden auch Illustrationen der Maler und Zeichner Enrique Puelma («Rico»), Jean Cocteau, Paul Cadmus und George Quaintance gedruckt.

## Bedeutung
Der Kreis war das führende Medium der Homophilenbewegung in Europa und Nordamerika. Für Leser war er in der sexualpolitisch restaurativen Nachkriegszeit ein Sprachrohr des eigenen Wesens und als Abonnentenvereinigung auch Katalysator sonst schwer aufzubauender Freundschaften. Er diente als Vorbild für ähnliche Zeitschriften und Vereinigungen in der Schweiz (Bern, «Isola-Klub» in Basel), Deutschland (Kameradschaft «die runde» in Reutlingen), Frankreich (Zeitschrift Arcadie), den Niederlanden («Cultuur- en Ontspannings Centrum» COC), Dänemark («Kredsen af 1948») und den USA («Mattachine Society»).
Einem größeren Publikum wurde der Kreis durch zwei Ausstellungen bekannt, die 1999 im Schwulen Museum Berlin und 2000 im Schweizerischen Landesmuseum in Zürich stattfanden. Der Nachlass von «Charles Welti», in dem sich entgegen den Geheimhaltungsvorschriften des Kreis wichtige Dokumente befanden, wurde nach dessen Tod durch ehemalige Abonnenten geordnet und dem Schwulenarchiv im Schweizerischen Sozialarchiv in Zürich übergeben.
Ivan Madeo plante 2012 einen Kinofilm über den Verein mit nachgespielten Szenen und Zeitzeugenberichten, der im Herbst 2013 in die Kinos kommen sollte. Der Film mit dem Titel «Der Kreis» unter der Regie des Schweizer Regisseurs Stefan Haupt feierte im Februar 2014 in Berlin Premiere.